# كوتوباكسي
كوتوباكسي (أو كوتوباخي) هو بركان طبقي نشط في جبال الأنديز، ويقع في كانتون لاتاكونغا في مقاطعة كوتوباكسي، على بعد حوالي 50 كم (31 ميل) جنوب كيتو، و33 كم (21 ميل) شمال شرق مدينة لاتاكونغا في الإكوادور في أمريكا الجنوبية. وتعد هذه القمة ثاني أعلى قمة في الإكوادور، حيث تصل إلى ارتفاع 5,897 مترا (19,347 قدم). وهو أحد أعلى البراكين في العالم.
اندلع بركان كوتوباكسي أكثر من خمسين مرة منذ 1738، وهو ما أدى إلى إنشاء العديد من الوديان التي شكلها اللاهار (الطين) حول البركان. استمرت آخر ثورة من أغسطس 2015 إلى يناير 2016. وقد تم إغلاق كوتوباكسي من قبل السلطات رسميا أمام المتسلقين حتى أعيد فتحه في 7 أكتوبر 2017.

## الوصف

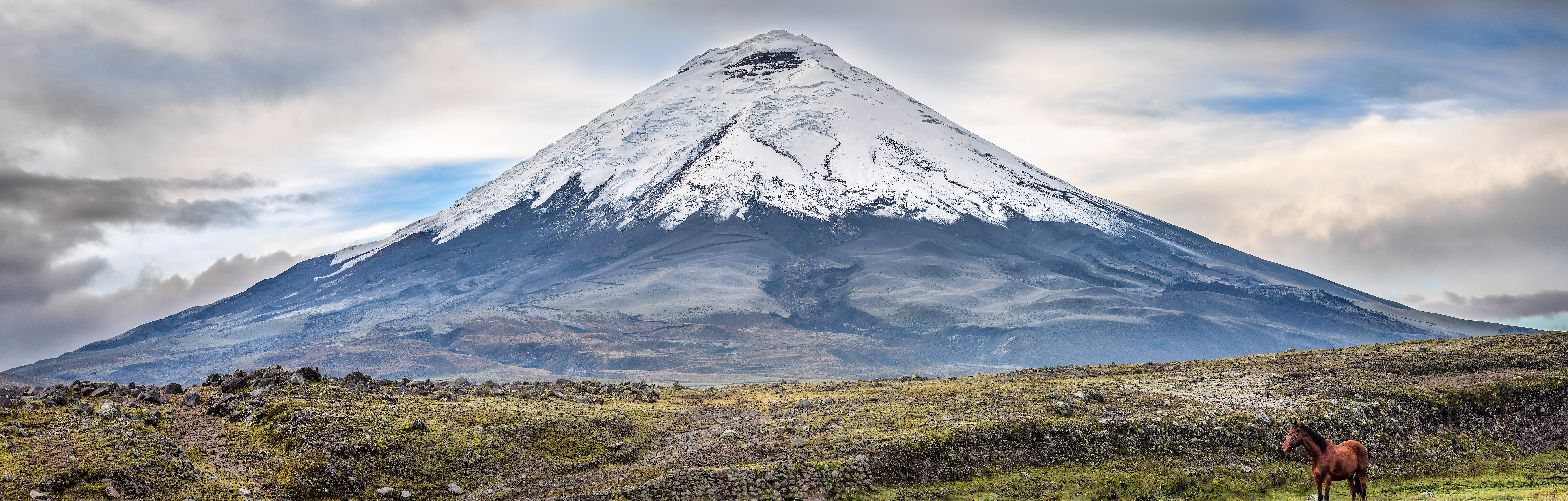
كوتوباكسي

يظهر كوتوباكسي بوضوح في الأيام الصافية على أفق مدينة كيتو، وهو جزء من سلسلة البراكين حول صفيحة المحيط الهادئ المعروفة باسم منطقة الحزام الناري. وله مخروط متماثل تقريبا يرتفع من سهل المرتفعات حوالي 3,800 متر (12,500 قدم)، مع عرض في قاعدته حوالي 23 كيلومترا (14 ميل). وبه إحدى الأنهار الجليدية الاستوائية القليلة في العالم، والذي يبدأ في ارتفاع 5,000 متر (16,400 قدم). توجد في قمة البركان حفرة واسعة مساحتها 800 × 550 م وبعمق 250 م. تتكون الحفرة من حافتين موحدة المركز، الحافية الخارجية خالية جزئيا من الثلوج وغير منتظمة في الشكل. تغطى الحفرة الداخلية بالجليد وهي مستوي. أعلى نقطة على الحافة الخارجية من الحفرة على الجانب الشمالي.